# Luiz Carlos Bianchi
Luiz Carlos Bianchi (Ribeirão Preto, 16 de abril de 1930 — Ribeirão Preto, 3 de junho de 2015) foi um médico otorrinolaringologista e dirigente de futebol brasileiro. Foi presidente do Conselho do Botafogo Futebol Clube durante o ano de 2002 e de seu conselho deliberativo em 1969 e de 1996 a 1997, no qual tem o título de Conselheiro Nato. Também presidiu o Conselho Deliberativo da Sociedade Recreativa de Ribeirão Preto e o Lions Clube local.

## Biografia

### Carreira
Nascido na cidade de Ribeirão Preto, no interior do Estado de São Paulo, mudou-se para a capital para estudos nos ensinos fundamental e médio. Estudou nos tradicionais colégios Marista Arquidiocesano e Dante Alighieri. Formou-se médico pela Universidade Federal do Paraná (UFPR), especializando-se em otorrinolaringologia. Presidiu o Hospital São Lucas e o Conselho Deliberativo da Sociedade Recreativa de Ribeirão Preto, da qual é Conselheiro Nato. É fundador da Unimed. Foi diretor-adjunto do Hospital São Lucas.

### Família
Foi casado com Vera Calil Bianchi  e pai de cinco filhos: Luiz Carlos Bianchi Filho, Marcelo Calil Bianchi, Luciana Bianchi Spanó, Eduardo Calil Bianchi (já falecido) e Daniela Bianchi Bevilacqua. Possui sete netos.